# Darren Cahill
Darren Cahill   (Adelaida, 2 d'octubre de 1965) és una exjugador i entrenador de tennis australià. Addicionalment també ha exercit com a analista de tennis pel canal esportiu ESPN i Channel 7.
El seu palmarès com a jugador està format per tres títols individuals i tretze en dobles, especialitat en la qual va arribar a disputar una final de Grand Slam de dobles masculins i una en dobles mixts. Va formar part de l'equip australià de la Copa Davis que va disputar la final de l'edició de 1990. Es va retirar l'any 1995 després de patir una lesió crònica al genoll que no va aconseguir solucionar malgrat diverses operacions quirúrgiques.

## Biografia
Fill de John Cahill, jugador i entrenador de futbol australià. Té dos fills anomenats Tahlia i Benjamin.

## Torneigs de Grand Slam

### Dobles masculins: 1 (0−1)
| Resultat  | Núm. | Any  | Torneig           | Parella        | Oponents            | Marcador      |
| --------- | ---- | ---- | ----------------- | -------------- | ------------------- | ------------- |
| Finalista | 1.   | 1989 | Obert d'Austràlia | Mark Kratzmann | Rick Leach Jim Pugh | 4−6, 4−6, 4−6 |

### Dobles mixts: 1 (0−1)
| Resultat  | Núm. | Any  | Torneig   | Parella       | Oponents              | Marcador     |
| --------- | ---- | ---- | --------- | ------------- | --------------------- | ------------ |
| Finalista | 1.   | 1987 | Wimbledon | Nicole Provis | Jo Durie Jeremy Bates | 6−7(10), 3−6 |

## Carrera esportiva

### Entrenador
En retirar-se del circuit l'any 1995 va esdevenir entrenador amb una carrera molt reeixida. Va entrenar al seu compatriota Lleyton Hewitt i el va guiar fins al capdamunt del rànquing esdevenint el número 1 masculí més jove de la història del tennis. Posteriorment va entrenar a Andre Agassi, que sota les seves ordres també recuperar el número del rànquing esdevenint el tennista més veterà en aconseguir-ho. En retirar-se Agassi, Cahill va entrar al programa de desenvolupament de jugadors d'Adidas. L'any 2018, Simona Halep el va contractar com a entrenador i també la va conduir al número 1 del rànquing individual. Després de prendre's un any sabàtic per motius personals, novament va tornar a entrenar a Halep.
A banda de ser entrenador principal de tennistes, Cahill també fou entrenador de l'equip australià de Copa Davis, observador i caçatalents per Adidas, va unir-se a ProTennisCoach.com (lloc web per entrenadors professionals) i també a PlaySight Interactive (empresa de tecnologia esportiva).

## Palmarès

### Individual: 4 (3−1)
| Llegenda (pre/post 2009)                                 |
| -------------------------------------------------------- |
| Grand Slams (0−0)                                        |
| Tennis Masters Cup / ATP Finals (0−0)                    |
| ATP Masters Series / ATP World Tour Masters 1000 (0−0)   |
| ATP International Series Gold / ATP World Tour 500 (1−1) |
| ATP International Series / ATP World Tour 250 (2−0)      |

| Títols per superfície |
| --------------------- |
| Dura (1−0)            |
| Gespa (0−1)           |
| Terra batuda (1−0)    |
| Moqueta (1−0)         |

| Resultat  | Núm. | Data                | Torneig                     | Superfície   | Oponent        | Marcador      |
| --------- | ---- | ------------------- | --------------------------- | ------------ | -------------- | ------------- |
| Guanyador | 1.   | agost de 1987       | New Haven, Estats Units     | Dura         | Dan Cassidy    | 6−0, 6−3      |
| Guanyador | 2.   | 4 de juliol de 1988 | Gstaad, Suïssa              | Terra batuda | Jakob Hlasek   | 6−3, 6−4, 7−6 |
| Finalista | 1.   | 9 de juliol de 1990 | Newport, Estats Units       | Gespa        | Pieter Aldrich | 6−7, 6−1, 1−6 |
| Guanyador | 3.   | 4 de febrer de 1991 | San Francisco, Estats Units | Moqueta (i)  | Brad Gilbert   | 6−2, 3−6, 6−4 |

### Dobles masculins: 20 (13−7)
| Llegenda (pre/post 2009)                                 |
| -------------------------------------------------------- |
| Grand Slams (0−1)                                        |
| Tennis Masters Cup / ATP Finals (0−0)                    |
| ATP Masters Series / ATP World Tour Masters 1000 (1−1)   |
| ATP International Series Gold / ATP World Tour 500 (3−3) |
| ATP International Series / ATP World Tour 250 (9−3)      |

| Títols per superfície |
| --------------------- |
| Dura (8−4)            |
| Gespa (4−1)           |
| Terra batuda (1−1)    |
| Moqueta (0−1)         |

| Resultat  | Núm. | Data                   | Torneig                      | Superfície   | Parella         | Oponents                       | Marcador      |
| --------- | ---- | ---------------------- | ---------------------------- | ------------ | --------------- | ------------------------------ | ------------- |
| Guanyador | 1.   | 23 de desembre de 1985 | Melbourne, Austràlia         | Gespa        | Peter Carter    | Brett Dickinson Roberto Saad   | 7−6, 6−1      |
| Finalista | 1.   | 9 de juny de 1986      | Londres, Regne Unit          | Gespa        | Mark Kratzmann  | Kevin Curren Guy Forget        | 2−6, 6−7      |
| Finalista | 2.   | 13 de setembre de 1987 | Bordeus, França              | Terra batuda | Mark Woodforde  | Sergio Casal Emilio Sánchez    | 3−6, 3−6      |
| Guanyador | 2.   | 12 d'octubre de 1987   | Sydney, Austràlia            | Dura (i)     | Mark Kratzmann  | Boris Becker Robert Seguso     | 6−3, 6−2      |
| Guanyador | 3.   | 28 de desembre de 1987 | Adelaida, Austràlia          | Dura         | Mark Kratzmann  | Carl Limberger Mark Woodforde  | 4−6, 6−2, 7−5 |
| Guanyador | 4.   | 4 de gener de 1988     | Sydney, Austràlia            | Gespa        | Mark Kratzmann  | Joey Rive Bud Schultz          | 7−6, 6−4      |
| Guanyador | 5.   | 25 d'abril de 1988     | Hamburg, Alemanya Occidental | Terra batuda | Laurie Warder   | Rick Leach Jim Pugh            | 6−4, 6−4      |
| Guanyador | 6.   | 10 d'octubre de 1988   | Sydney (2)                   | Dura (i)     | John Fitzgerald | Marty Davis Brad Drewett       | 6−3, 6−2      |
| Guanyador | 7.   | 9 de gener de 1989     | Sydney (2)                   | Dura         | Wally Masur     | Pieter Aldrich Danie Visser    | 6−4, 6−3      |
| Finalista | 3.   | 16 de gener de 1989    | Open d'Austràlia, Austràlia  | Dura         | Mark Kratzmann  | Rick Leach Jim Pugh            | 4−6, 4−6, 4−6 |
| Guanyador | 8.   | 12 de juny de 1989     | Londres                      | Gespa        | Mark Kratzmann  | Tim Pawsat Laurie Warder       | 7−6, 6−3      |
| Guanyador | 9.   | 2 d'octubre de 1989    | Brisbane, Austràlia          | Dura         | Mark Kratzmann  | Broderick Dyke Simon Youl      | 6−4, 5−7, 6−0 |
| Finalista | 4.   | 9 d'octubre de 1989    | Sydney                       | Dura (i)     | Mark Kratzmann  | Scott Warner David Pate        | 3−6, 7−6, 5−7 |
| Guanyador | 10.  | 26 de febrer de 1990   | Memphis, Estats Units        | Dura (i)     | Mark Kratzmann  | Udo Riglewski Michael Stich    | 7−5, 6−2      |
| Guanyador | 11.  | 9 de setembre de 1990  | Newport, Estats Units        | Gespa        | Mark Kratzmann  | Todd Nelson Bryan Shelton      | 7−6, 6−2      |
| Guanyador | 12.  | 6 d'octubre de 1990    | Cincinnati, Estats Units     | Dura         | Mark Kratzmann  | Neil Broad Gary Muller         | 7−6, 6−2      |
| Finalista | 5.   | 29 d'octubre de 1990   | París, França                | Moqueta      | Mark Kratzmann  | Scott Davis David Pate         | 7−5, 3−6, 4−6 |
| Finalista | 6.   | 7 de gener de 1991     | Sydney                       | Dura         | Mark Kratzmann  | Scott Davis David Pate         | 6−3, 3−6, 2−6 |
| Guanyador | 13.  | 10 de gener de 1994    | Sydney (3)                   | Dura         | Sandon Stolle   | Mark Kratzmann Laurie Warder   | 6−1, 7−6      |
| Finalista | 7.   | 31 de gener de 1994    | Dubai, Emirats Àrabs Units   | Dura         | John Fitzgerald | Todd Woodbridge Mark Woodforde | 7−6, 4−6, 2−6 |

### Dobles mixts: 1 (0−1)
| Resultat  | Núm. | Data               | Torneig               | Superfície | Parella       | Oponents              | Marcador     |
| --------- | ---- | ------------------ | --------------------- | ---------- | ------------- | --------------------- | ------------ |
| Finalista | 1.   | 22 de juny de 1987 | Wimbledon, Regne Unit | Gespa      | Nicole Provis | Jo Durie Jeremy Bates | 6−7(10), 3−6 |

### Equips: 1 (0−1)
| Resultat  | Núm. | Data                                   | Torneig                                 | Superfície       | Equip                                     | Oponents                                       | Marcador |
| --------- | ---- | -------------------------------------- | --------------------------------------- | ---------------- | ----------------------------------------- | ---------------------------------------------- | -------- |
| Finalista | 1.   | 30 de novembre − 2 de desembre de 1990 | Copa Davis, St Petersburg, Estats Units | Terra batuda (i) | Pat Cash John Fitzgerald Richard Fromberg | Andre Agassi Michael Chang Rick Leach Jim Pugh | 2−3      |

## Trajectòria

### Individual
| Open d'Austràlia | 2R  | 3R          | NC          | 1R          | 2R    | 3R          | 1R          | 3R          | A   | A   | 1R  | 0 / 8     | 8 − 8     |
| Roland Garros | A   | 3R          | 2R          | 3R          | 1R    | 3R          | 1R          | A           | A   | A   | 1R  | 0 / 7     | 7 − 7     |
| Wimbledon | A   | A           | 1R          | A           | 2R    | 1R          | 2R          | A           | A   | A   | 2R  | 0 / 5     | 3 − 5     |
| US Open | A   | A           | 1R          | 2R          | SF    | 2R          | 4R          | A           | A   | A   | A   | 0 / 5     | 10 − 5    |
| Jocs Olímpics | A   | No celebrat | No celebrat | No celebrat | 2R    | No celebrat | No celebrat | No celebrat | A   | NC  | NC  | 0 / 1     | 1 − 1     |
| Total Victòries–Derrotes | 2−4 | 11−12       | 5−6         | 17−18       | 31−24 | 25−21       | 22−22       | 15−6        | 0−0 | 0−0 | 5−9 | 133 – 122 | 133 – 122 |
| Rànquing a final d'any | 268 | 132         | 137         | 82          | 27    | 53          | 57          | 91          | –   | –   | 192 |           |           |
| Llegenda: G: Guanyador; F: Finalista; SF: Semifinalista; QF: Quarts de final; Q: Qualificació; A: Absent; RR: Round Robin; NC: No celebrat |     |             |             |             |       |             |             |             |     |     |     |           |           |

### Dobles masculins
| Open d'Austràlia | A   | 1R  | 2R          | NC          | QF          | 3R    | F           | QF          | 3R          | A   | A           | 1R          | 1R          | 0 / 9     | 16 − 9    |
| Roland Garros | A   | A   | 1R          | 2R          | 3R          | 3R    | 1R          | 1R          | 2R          | A   | A           | 2R          | A           | 0 / 8     | 7 − 8     |
| Wimbledon | A   | A   | 1R          | 2R          | QF          | 2R    | QF          | 1R          | A           | A   | A           | 1R          | A           | 0 / 7     | 8 − 7     |
| US Open | A   | A   | A           | 1R          | 1R          | 3R    | QF          | 1R          | A           | A   | A           | 2R          | A           | 0 / 6     | 6 − 6     |
| Jocs Olímpics | NC  | A   | No celebrat | No celebrat | No celebrat | QF    | No celebrat | No celebrat | No celebrat | A   | No celebrat | No celebrat | No celebrat | 0 / 1     | 2 − 1     |
| Total Victòries–Derrotes | 4−3 | 3−6 | 8−11        | 11−9        | 19−21       | 38−17 | 42−15       | 31−19       | 10−7        | 0−0 | 0−0         | 22−18       | 1−2         | 192 – 138 | 192 – 138 |
| Rànquing a final d'any | 653 | 159 | 182         | 54          | 60          | 20    | 16          | 18          | 134         | 497 | –           | 51          | 633         |           |           |
| Llegenda: G: Guanyador; F: Finalista; SF: Semifinalista; QF: Quarts de final; Q: Qualificació; A: Absent; RR: Round Robin; NC: No celebrat |     |     |             |             |             |       |             |             |             |     |             |             |             |           |           |